# Каспрович, Ян
Ян Каспро́вич (пол. Jan Kasprowicz; 12 декабря 1860, деревня Шимбож близ Иновроцлава, провинция Позен, ныне в Куявско-Поморском воеводстве — 1 августа 1926, Поронин близ Закопане, ныне в Малопольском воеводстве) — польский поэт, драматург, литературный критик, переводчик.

## Биография
Родился в семье бедного неграмотного крестьянина. Учился в немецких гимназиях в Иновроцлаве, Познани, Ополе, Рацибуже. Участвовал в негласных патриотических кружках самообразования. В 1884 году поступил в Лейпцигский университет, затем учился во Вроцлавском университете. Участвовал в польских и немецких студенческих организациях. Дважды арестовывался в 1887 году за причастность к социалистическому движению. В конце 1880-х годов обосновался во Львове. Писал для газеты «Kurier Lwowski» статьи на литературные и политические темы. Печатался в журнале «Życie».
В 1904 году в Львовском университете получил учёную степень доктора наук за диссертацию о лирике Теофиля Ленартовича. С 1909 года заведовал кафедрой литературной компаративистики в Львовском университете.
Третьим браком был женат на Марии Буниной (1911).
Был ректором Университета имени Яна Казимира во Львове (1921—1922). С 1924 года постоянно проживал на вилле «Харенда» в Поронине.

## Творчество
До начала 1890-х годов реалистично изображал картины крестьянской нужды в сборниках «Поэзия» (1889), «С крестьянской нивы» (1891), в драме «Конец света» (1891). Поэма «Христос» (1890) свидетельствует о поисках решений социальных противоречий на путях этического преображения человечества.
К 1891 году относят модернистский перелом и начало утверждения в творчестве Каспровича символистской поэтики. Богоборческими настроениями окрашены циклы стихов «Погибающему миру» и «Salve Regina» (опубликованы в 1902, позднее вошли в сборнике «Гимны», 1921), книга поэтической прозы «О геройском коне и падающем доме» («O bohaterskim koniu i walącym się domie», 1906).
Религиозно-мистическое миросозерцание обнаруживается в сборниках «Книга убогих» («Księga ubogich», 1916) и «Мой мир» (1926).

## Переводы
Каспрович самостоятельно в совершенстве овладел латынью и древнегреческим, освоил французский, английский и другие языки. Ему принадлежат многочисленные переводы на польский язык выдающихся произведений мировой литературы — Эсхила и Еврипида с древнегреческого, Шекспира, Марло, Байрона, Шелли, Китса, Суинберна, Уайльда с английского, Гёте и Шиллера с немецкого, Рембо и Метерлинка с французского, Ибсена с норвежского и многих других поэтов и драматургов.